# Scarabaeus prodigiosus
Scarabaeus prodigiosus är en skalbaggsart som beskrevs av Wilhelm Ferdinand Erichson 1843. Scarabaeus prodigiosus ingår i släktet Scarabaeus och familjen bladhorningar. Inga underarter finns listade i Catalogue of Life.